# Rhynchocyclus olivaceus
El picoplano oliváceo (en Panamá, Colombia y Ecuador) (Rhynchocyclus olivaceus), también denominado pico-plano oliváceo (en Perú), pico chato aceitunado (en Venezuela) o pico chato olivo,  es una especie de ave paseriforme de la familia Tyrannidae perteneciente al género Rhynchocyclus. Es nativa del norte y este de América del Sur.

## Distribución y hábitat
Se distribuye en dos áreas disjuntas; desde el este de Venezuela, por Guyana, Guyana francesa, Surinam y norte de Brasil; y en el este de Brasil, desde el este de Pará hasta Río de Janeiro.
Esta especie es considerada poco común a localmente común en su hábitat natural, el sotobosque de selvas húmedas y bosques hasta los 1100 m de altitud.

## Sistemática

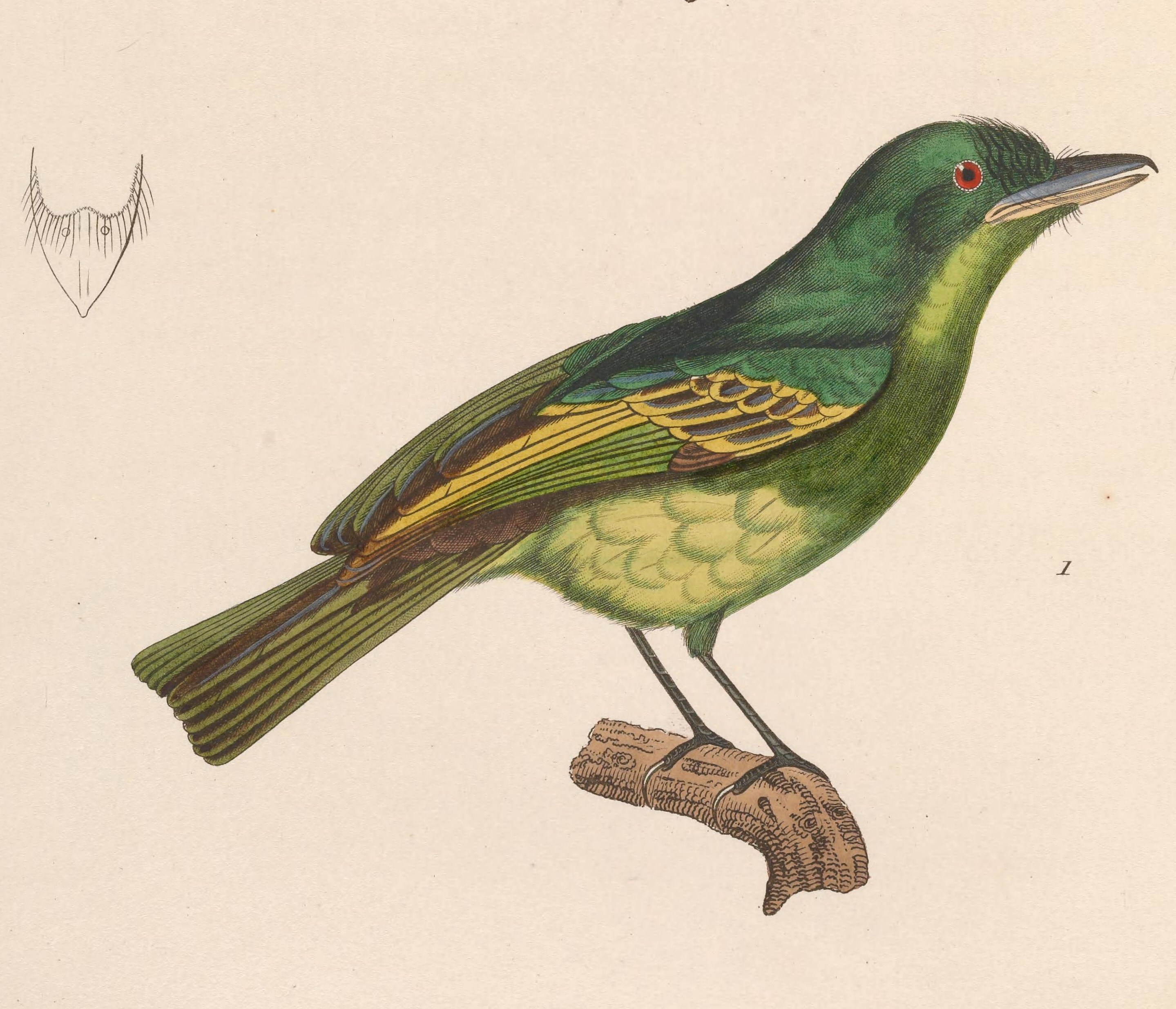
Rhynchocyclus olivaceus, ilustración de Huet le Jeune y Prêtre, en Temminck Nouveau recueil de planches coloriées d'oiseaux, 1838.

### Descripción original
La especie R. olivaceus fue descrita por primera vez por el naturalista neerlandés Coenraad Jacob Temminck en 1820 bajo el nombre científico Platyrhynchos olivaceus; su localidad tipo es: «Rio de Janeiro, Brasil».

### Etimología
El nombre genérico masculino «Rhynchocyclus» es un anagrama del género sinónimo «Cyclorhynchus» que se compone de las palabras del griego «kuklos» que significa ‘círculo’, ‘escudo’, y «rhunkhos» que significa ‘pico’; y el nombre de la especie «olivaceus» en latín significa ‘verde oliva’.

### Taxonomía
El anteriormente grupo de subespecies R. olivaceus aequinoctialis, distribuidas ampliamente desde el este de Panamá hasta el oeste de Brasil y norte de Bolivia, es considerado como especie separada de la presente: el picoplano equinoccial (Rhynchocyclus aequinoctialis) por Aves del Mundo (HBW), Birdlife International (BLI), y más recientemente por el Congreso Ornitológico Internacional (IOC), y Clements checklist/eBird con base en diferencias de vocalización y de plumaje.
Los estudios de Simões et al. (2021) encontraron que la presente especie, como antes definida era parafilética con respecto a Rhynchocyclus fulvipectus, y propusieron que las poblaciones de la misma consisten de cuatro especies diferentes: R. olivaceus de la Mata Atlántica del este de Brasil, Rhynchocyclus guianensis de las Guayanas y de la Amazonia oriental, R. aequinoctialis del este de Panamá, noroeste de Colombia, y noroeste de la Amazonia, y una nueva especie descrita Rhynchocyclus cryptus del suroeste de la Amazonia, actualmente tratada como subespecie de R. aequinoctialis.

### Subespecies
Según las clasificaciones del IOC y Clements Checklist/eBird, se reconocen tres subespecies, con su correspondiente distribución geográfica:
- Rhynchocyclus olivaceus guianensis McConnell, 1911 – sur de Venezuela (este de Amazonas, Bolívar), las Guayanas y norte de Brasil al norte del río Amazonas (hacia el este desde el río Negro).
- Rhynchocyclus olivaceus sordidus Todd, 1952 – Brasil al sur del Amazonas (río Tapajós hacia el este hasta el río Tocantins y norte de Maranhão).
- Rhynchocyclus olivaceus olivaceus (Temminck, 1820) – centro norte y este de Brasil (Pernambuco hacia el sur hasta Río de Janeiro).